# Maublancia maublanci
Maublancia maublanci là một loài bọ cánh cứng trong họ Cerambycidae.